# Ward (Karolina Południowa)
Ward  – miasto w Stanach Zjednoczonych, w stanie Karolina Południowa, w hrabstwie Saluda.